# Litolibrus pictus
Litolibrus pictus is een keversoort uit de familie glanzende bloemkevers (Phalacridae). De wetenschappelijke naam van de soort werd in 1896 gepubliceerd door George Henry Horn.